# Macrostylis gerdesi
Macrostylis gerdesi is een pissebed uit de familie Macrostylidae. De wetenschappelijke naam van de soort is voor het eerst geldig gepubliceerd in 2002 door Brandt.